# RINRIN
RINRIN（りんりん）は、日本の漫画家。

## 特徴
- 男女とも目の大きな、細面の特徴のある可愛らしい幼い感じのキャラクターを描く。
- 作風は純愛路線である。
- プリンが好物である[1]。

## 作品リスト

### 単行本
1. 『愛娘箱』 2003年7月1日発売、オークス〈OKSコミックス〉、ISBN 4-86105-037-5（ISBN 978-4-86105-037-4）
2. 『僕と姉と妹と』 2012年12月10日発売[2]、久保書店〈ワールドコミックススペシャル〉、ISBN 978-4-76593-522-7
収録作品：わがままシスター、ヲタアニ、オレの夏休み、ヒメコイ

### 読み切り
- 車内恋愛 （漫画ばんがいち 2005年11月号）
- お兄さんはプリンがお好き （漫画ばんがいち 2006年1月号）
- 告白デート♥ （漫画ばんがいち 2006年5月号）
- 御主人様とペットな彼女 （漫画ばんがいち 2006年7月号）
- センセイのジジョウ （漫画ばんがいち 2006年9月号）
- オレ専特効薬 （漫画ばんがいち 2007年1月号）
- キミのシットは蜜の味 （漫画ばんがいち 2007年10月号）
- 熱感染 （漫画ばんがいち 2008年1月号）
- 恋告 （漫画ばんがいち 2010年2月号）
- 城之内うららを何とかして下さい! （漫画ばんがいち 2010年7月号）